# Culicoides bimaculatus
Culicoides bimaculatus är en tvåvingeart som beskrevs av Floch och Abonnence 1942. Culicoides bimaculatus ingår i släktet Culicoides och familjen svidknott.
Artens utbredningsområde är Franska Guyana. Inga underarter finns listade i Catalogue of Life.